# Tourism Union of the Republic of Suriname
De Tourism Union of The Republic of Suriname (TOURS/Tours) is een Surinaamse koepelorganisatie in de toerismebranche. De organisatie doet onderzoek en fungeert als overlegpartner van de overheid. Ze werd opgericht in 2001. Een van de doelen van Tours is het vergroten van de invloed van de private sector in de toerisme-branche.
Bij Tours zijn de volgende organisaties aangesloten: de Vereniging van Surinaamse Touroperators (VESTOR), de Surinaamse Hotel Associatie (SHA), Surinaamse Food and Beverage Associatie (SUFOBAS), Suriname Handycraft and Craft Association (SUHANAS) en Vereniging van Taxihouders in Suriname (VETAHOS). Tours participeert in de Stichting Toerisme Suriname door de invulling van interne bestuursfuncties.
De bestuursvoorzitter is Ernie de Vries (stand 2016). In 2013 oefende hij met Tours druk uit op de regering om de karakteristieke houten gebouwen in Paramaribo beter te behouden. Hij benadrukte het belang voor het toerisme, waarvan de opname op de Werelderfgoedlijst van de UNESCO door de vervallen staat onder druk stond.